# Bailey’s Bay
Bailey’s Bay – miejscowość na Bermudach; 1000 mieszkańców (2006). Przemysł spożywczy.